# 산타엘레나

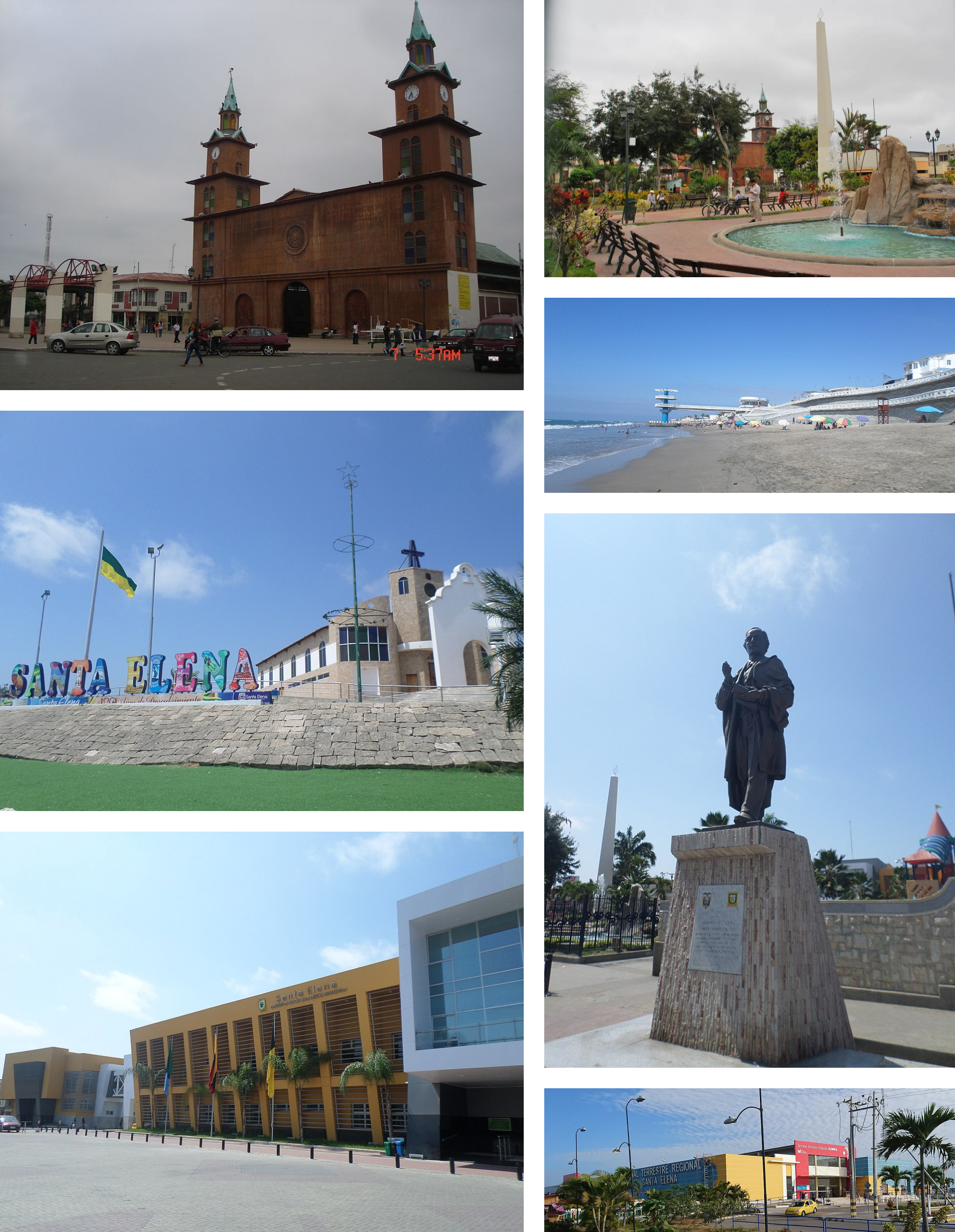

산타엘레나(스페인어: Santa Elena)는 에콰도르 남서부에 위치한 도시로 산타엘레나 주의 주도이며 면적은 536.34km2, 높이는 26m, 인구는 53,174명(2010년 기준)이다.